# Formentera

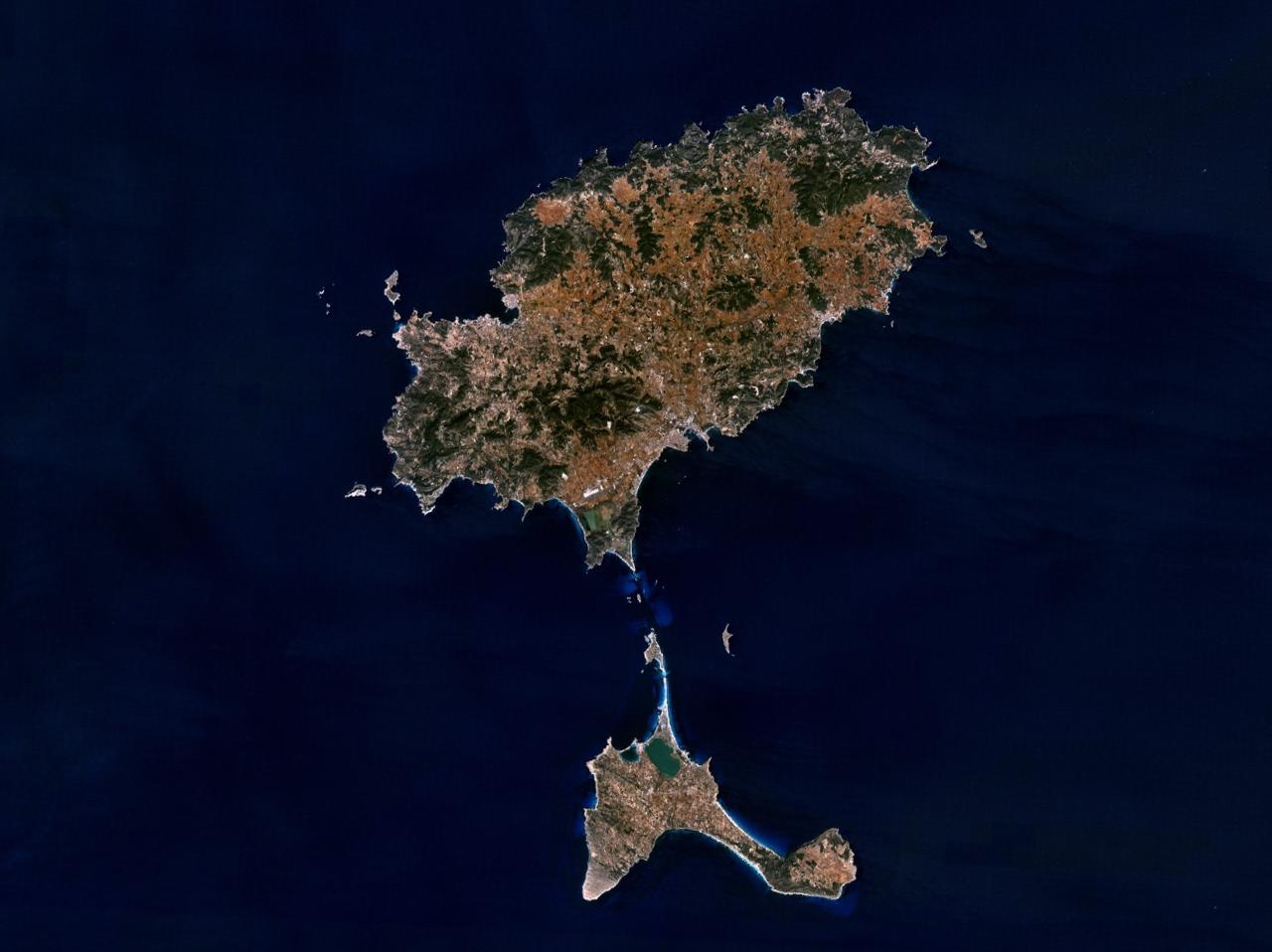
Satellitenbild von Ibiza (oben) und Formentera (unten)

Formentera [fuɾmənˈteɾə] ist die zweitkleinste bewohnte Insel der spanischen Autonomen Region der Balearischen Inseln und eine Gemeinde. Sie bildet zusammen mit Ibiza und einigen kleineren Inseln die Inselgruppe der Pityusen.
Formentera liegt etwa 9 Kilometer südlich vor Ibiza und ist 19 Kilometer lang. Die Insel hat eine Fläche von 82 km². Der Hauptort der Insel ist Sant Francesc de Formentera.
Formentera verfügt über eine Küstenlinie von etwa 70 Kilometern Länge. Der höchste Punkt (la Talaiassa La Mola) liegt auf einer Höhe von 192 msnm. Das Klima ist mild mit einer Durchschnittstemperatur von 16,6 °C. Die Vegetation zeigt sich typisch mediterran und besteht, soweit nicht landwirtschaftlich genutzt, aus Wäldern von Pinie und Phönizischem Wacholder.

## Geografie

### Gliederung der Insel
Die Insel besteht im Wesentlichen aus vier Teilen:

#### Norden
Der Norden ist der am dichtesten besiedelte Teil der Insel und umfasst die Ortschaften La Savina, Es Pujols, Sant Ferran de ses Roques, Es Caló und Sant Francesc de Formentera:
- La Savina ist der Haupthafen der Insel. Hier legen auch die Fähren von und nach Ibiza an.
- Es Pujols ist der einzige hauptsächlich touristisch geprägte Ort der Insel mit Hotel- und Appartementblocks, Restaurants, Cafés, Läden und Discos.
- Zwischen La Savina und Es Pujols erstrecken sich die zwei Binnenseen Estany des Peix und Estany Pudent mit Salinen (Ses Salines).
- Sant Francesc Xavier liegt südlich von Es Pujols im Inselinneren und ist der größte Ort der Insel und Verwaltungssitz.
- Nordwestlich von Es Pujols schließt sich eine immer schmaler werdende, unbewohnte und dünige Landzunge an, welche von hellen Sandstränden umschlossen ist, von denen der bekannteste die Platja de Ses Illetes ist. Die Schönheit dieses Strandes lockt in der Sommersaison tagtäglich auch viele Bootsurlauber aus Ibiza zum Ankern an.

#### Süden
Nach Süden hin ist das Gebiet immer spärlicher besiedelt und erreicht eine Höhe von 119 Metern. Am südlichsten Ende der Insel, dem Cap de Barbaria, befindet sich fast einhundert Meter über dem Meeresspiegel ein mittelalterlicher Wachturm. Dieser Teil der Insel liegt im Naturschutzgebiet, ist eher ländlich geprägt und hat eine felsige Küste.

#### Mitte
Den Mittelteil der Insel bildet eine etwa sechs Kilometer lange und lediglich bis zu 1,5 Kilometer breite Landzunge. Hier befinden sich zwar keine historisch gewachsenen Orte, aber mit der Platja de Mitjorn an der Südseite der längste Strand der Insel und einige wenige größere Ferienanlagen.

#### Osten
Im Osten schließt sich die Hochfläche La Mola an, die nur über eine Serpentinenstraße oder den alten Römerweg zu erreichen ist und bis zu 192 Meter über NN liegt. Im Zentrum der Hochfläche liegt El Pilar de la Mola. Ganz im Osten der Insel steht auf dem fast 150 Meter hohen Kap Punta de sa Ruda ein Leuchtturm, von dem ein weiter Blick Richtung Osten über das Meer möglich ist. Auch dieser Teil der Insel besteht, wie der Süden, aus Felsküste.

### Gemeindegliederung
Die Gemeinde Formentera umfasst die gleichnamige Hauptinsel sowie die kleineren nördlich gelegenen Inseln Espalmador und Espardell. Sie gliedert sich in 9 Ortsteile:
| Ortsteile                                         | Einwohner (2008) | Siedlungen mit Einwohnerzahl (2008)                     | Einwohner außerhalb geschlossener Siedlungen (2008) |
| ------------------------------------------------- | ---------------- | ------------------------------------------------------- | --------------------------------------------------- |
| Sant Francesc de Formentera (span. San Francisco) | 2.656            | Sant Francesc de Formentera (span. San Francisco) 1.091 | 1.565                                               |
| Sant Ferran de ses Roques (span. San Fernando)    | 2.414            | Sant Ferran de ses Roques (span. San Fernando) 812      | 1.602                                               |
| Es Cap de Barbaria                                | 1.267            | –                                                       | 1.267                                               |
| Es Pujols                                         | 746              | Es Pujols 746                                           | 0                                                   |
| El Pilar de la Mola                               | 670              | El Pilar de la Mola 77                                  | 593                                                 |
| La Savina (span. La Sabina)                       | 598              | La Savina (span. La Sabina) 598                         | 0                                                   |
| Es Caló                                           | 435              | Es Caló 52                                              | 383                                                 |
| Ses Bardetes                                      | 327              | Ses Bardetes 327                                        | 0                                                   |
| Ses Salines                                       | 34               | –                                                       | 34                                                  |
| Gemeinde                                          | 9.147            | 3.703                                                   | 5.444                                               |

## Bevölkerung

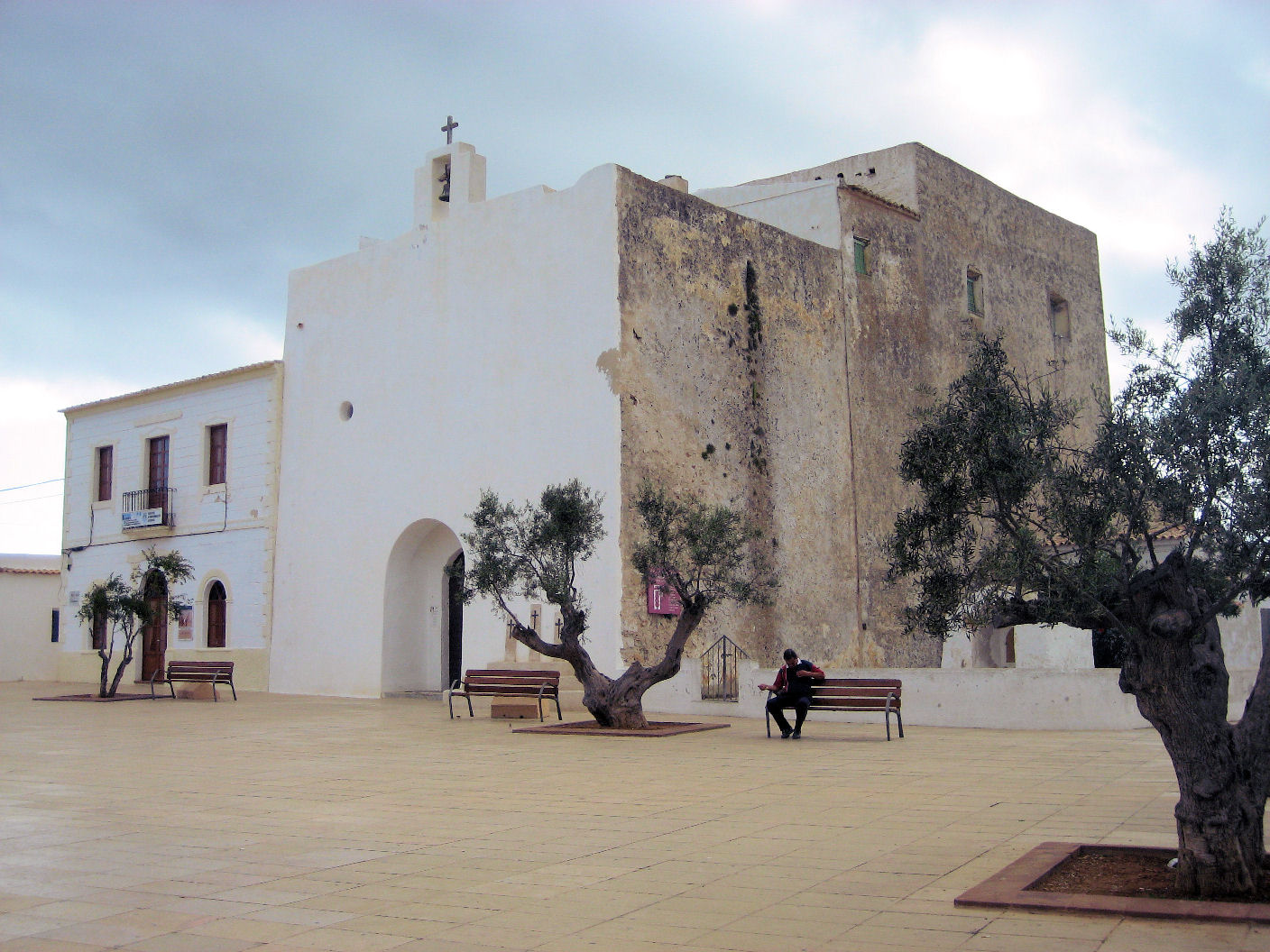
Sant-Francesc-Kirche

### Einwohner
Die Gemeinde Formentera hat 12.280 Einwohner (2017), die fast ausschließlich auf der gleichnamigen Insel leben. Sitz der Gemeindeverwaltung ist Sant Francesc de Formentera mit 1.091 Einwohnern.
Der Tourismus führt seit den 70er Jahren zu einem starken Bevölkerungswachstum. Während es in den Jahrzehnten zuvor kein Bevölkerungswachstum gab (jährlicher Durchschnitt 1930–1970: −0,2 %), hat sich die Einwohnerzahl seit 1970 mehr als verdreifacht. Seit der Jahrtausendwende nimmt die Einwohnerzahl besonders stark zu (jährlicher Durchschnitt 2001–2008: 7,4 %). Das Bevölkerungswachstum war anfangs durch den Zuzug von Arbeitskräften vom spanischen Festland und ab den 90er Jahren überwiegend durch die starke Zuwanderung von Ausländern bedingt. Als Folge ist der Anteil der Einheimischen in den letzten Jahrzehnten zurückgegangen. Heute stammen noch 39,6 % der Einwohner gebürtig von den Balearen und 27,0 % aus Formentera.
Die Bevölkerung ist zu 52,9 % männlich und 47,1 % weiblich.
Ein(e) Einwohner(in) von Formentera heißt auf Katalanisch formenterer(a) oder formenterenc(a) und auf Spanisch formenterense, ofiusino/a oder formenterano/a.
Entwicklung der Einwohnerzahl:

### Nationalitäten
Der Ausländeranteil ist mit 30,9 % (2008, nur Hauptwohnsitz) sehr hoch und weiter steigend. Noch 1991 lebten mit 5,3 % deutlich weniger Ausländer auf der Insel. Es handelt sich dabei überwiegend um Unionsbürger (20,8 %), die meisten davon Deutsche (8 %). Der Anteil der im Ausland geborenen Personen liegt bei 32,8 %.
| Herkunft                | gemäß Staats- bürgerschaft (2008) | gemäß Geburtsland (2008) |
| ----------------------- | --------------------------------- | ------------------------ |
| EU-Bürger               | 89,9 %                            | 86,5 %                   |
| Spanier                 | 69,1 %                            | 67,2 %                   |
| Deutsche                | 7,9 %                             | 8,1 %                    |
| Italiener               | 6,9 %                             | 5,4 %                    |
| Franzosen               | 2,0 %                             | 1,9 %                    |
| Rumänen                 | 1,5 %                             | 1,5 %                    |
| Briten                  | 0,7 %                             | 0,8 %                    |
| sonstige Europäer       | 0,5 %                             | 0,8 %                    |
| Nord- und Südamerikaner | 6,6 %                             | 9,3 %                    |
| Argentinier             | 2,8 %                             | 4,5 %                    |
| Kolumbianer             | 1,8 %                             | 1,8 %                    |
| Brasilianer             | 0,4 %                             | 0,5 %                    |
| Uruguayer               | 0,3 %                             | 0,5 %                    |
| Afrikaner               | 2,9 %                             | 3,1 %                    |
| Marokkaner              | 2,4 %                             | 2,6 %                    |
| Algerier                | 0,4 %                             | 0,5 %                    |
| Asiaten                 | 0,2 %                             | 0,3 %                    |

Entwicklung des Ausländeranteils:

## Geschichte

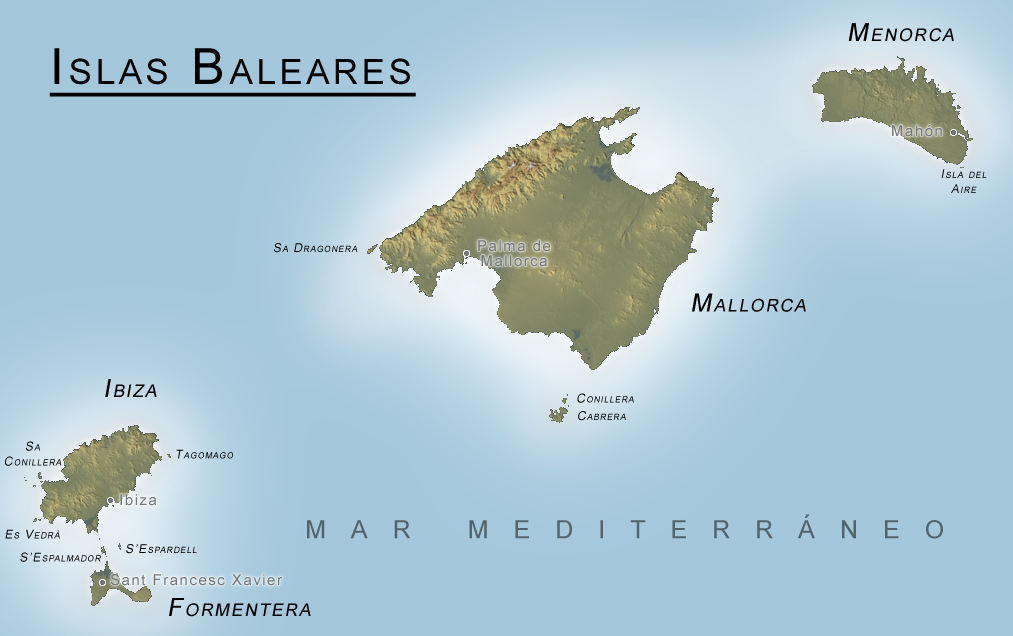
Formentera innerhalb der Balearen

Formentera war bereits in vorgeschichtlicher Zeit bewohnt. Die ältesten Funde stammen aus der Höhle Cova des Fum aus der Kupfersteinzeit (ca. 2000–1600 v. Chr.). Die bedeutendste Fundstätte ist jedoch der Dolmen Ca na Costa. Er befindet sich zwischen dem Binnensee S’Estany Pudent und der Ortschaft Es Pujols. Weitere Megalithanlagen befinden sich am Cap de Barbaria.
Für die phönizische und punische Zeit gibt es keinerlei Anzeichen eines Siedlungsnetzes, was umso mehr verwundert, da Ibiza zu dieser Zeit ein bedeutendes Zentrum im westlichen Mittelmeerraum war.
In römischer Zeit gab es auf Formentera eine umfangreiche Bevölkerung, worauf zahlreiche Funde deuten. Das Kastell (Castellum de Can Blei ) in der Nähe von Es Caló stammt aus spätrömischer Zeit. Die Römer nannten die Insel Frumentaria („Weizeninsel“) und nutzten sie wegen des fruchtbaren Bodens und der damals reichhaltigen Süßwasservorkommen als Kornkammer.
Nach dem Untergang des Römischen Reiches übernahmen die Vandalen die Herrschaft über alle balearischen Inseln, danach das byzantinische Reich. Im Jahr 859 wurde Formentera, wie auch Mallorca und Menorca, von plündernden Wikingern heimgesucht. Seit Beginn des 10. Jahrhunderts gehörte Formentera zum arabischen Machtbereich.
Im Jahr 1235 eroberte der katalanische König Jaume I. (Jakob I., der Eroberer) Ibiza und Formentera. Seitdem besitzt Formentera seine katalanische Identität. Mit dem Versiegen der Quellen ging die Landwirtschaft immer mehr zurück, und aufgrund ständiger Piratenangriffe wurde die Insel im 16. Jahrhundert schließlich völlig entvölkert und erst 200 Jahre später von Ibiza aus wieder besiedelt.

## Formentera heute

Blick von La Mola nach Westen

Die Insel war in den 1960er und 1970er Jahren bei Hippies sehr beliebt, die damals von Ibiza herüberkamen. Formentera wird unter anderem mit Pink Floyd, King Crimson und Bob Dylan in Verbindung gebracht. Chris Rea lebte ebenfalls dort, und das Musikvideo zu seinem Titel „On the Beach“ wurde hier gedreht.
Überbleibsel der Hippie-Zeit sind die Gaststätte mit Restaurant Fonda Pepe oder die Gitarrenbauerschule „Formentera Guitars“, sowie der Kunsthandwerkermarkt („Hippiemarkt“) mittwochs und sonntags in El Pilar de la Mola.
Der auf der Insel lebende Schriftsteller Niklaus Schmid hat über die Zeiten der 1960er und 1970er Jahre ein Buch geschrieben: „Formentera – eine Insel auf dem Weg zur Legende“.
Der Film Lucía y el sexo des spanischen Regisseurs Julio Medem wurde im Jahr 2000 zum Teil auf Formentera gedreht. Im Film wird jedoch nie der Name der Insel erwähnt, es wird nur auf 'Die Insel' verwiesen. Schon auf dem Kinoplakat des Filmes ist jedoch im Hintergrund der Leuchtturm am Cap de Barbaria zu sehen.

## Klima
Formentera besitzt ein gemäßigtes subtropisches Klima und ist die wärmste und trockenste Insel der Balearen mit einer Jahresdurchschnittstemperatur von über 16,5 °C und einer Gesamtniederschlagsmenge von 417 mm/Jahr. Im Norden der Insel werden sogar oft weniger als 300 mm/Jahr gemessen.
|                        | Jan  | Feb  | Mär  | Apr  | Mai  | Jun  | Jul  | Aug  | Sep  | Okt  | Nov  | Dez  |   |      |
| Mittl. Temperatur (°C) | 9,8  | 10,1 | 10,1 | 11,8 | 17,9 | 22   | 24,7 | 25,5 | 22,3 | 18,5 | 13,7 | 10,9 | ⌀ | 16,5 |
| Mittl. Tagesmax. (°C)  | 15,5 | 15,9 | 18   | 20,1 | 24,1 | 28,3 | 31,1 | 31,6 | 27,9 | 23,8 | 18,9 | 16,2 | ⌀ | 22,7 |
| Mittl. Tagesmin. (°C)  | 4    | 4,2  | 5,5  | 7,6  | 11,6 | 15,7 | 18,3 | 19,3 | 16,6 | 13,2 | 8,4  | 5,6  | ⌀ | 10,9 |
|                        |      |      |      |      |      |      |      |      |      |      |      |      |   |      |
| Niederschlag (mm)      | 34   | 37   | 20   | 35   | 30   | 15   | 10   | 16   | 56   | 63   | 58   | 43   | Σ | 417  |
|                        |      |      |      |      |      |      |      |      |      |      |      |      |   |      |
| Sonnenstunden (h/d)    | 5    | 6    | 7    | 7    | 10   | 11   | 12   | 9    | 7    | 7    | 4    | 5    | ⌀ | 7,5  |
|                        |      |      |      |      |      |      |      |      |      |      |      |      |   |      |
| Regentage (d)          | 12   | 9    | 9    | 10   | 8    | 5    | 3    | 4    | 9    | 12   | 13   | 13   | Σ | 107  |
|                        |      |      |      |      |      |      |      |      |      |      |      |      |   |      |
| Luftfeuchtigkeit (%)   | 71   | 70   | 74   | 76   | 75   | 76   | 77   | 76   | 71   | 70   | 69   | 70   | ⌀ | 72,9 |

| 4 |

| 4,2 |

| 5,5 |

| 7,6 |

| 11,6 |

| 15,7 |

| 18,3 |

| 19,3 |

| 16,6 |

| 13,2 |

| 8,4 |

| 5,6 |

| 4 |

| 4,2 |

| 5,5 |

| 7,6 |

| 11,6 |

| 15,7 |

| 18,3 |

| 19,3 |

| 16,6 |

| 13,2 |

| 8,4 |

| 5,6 |

## Tourismus

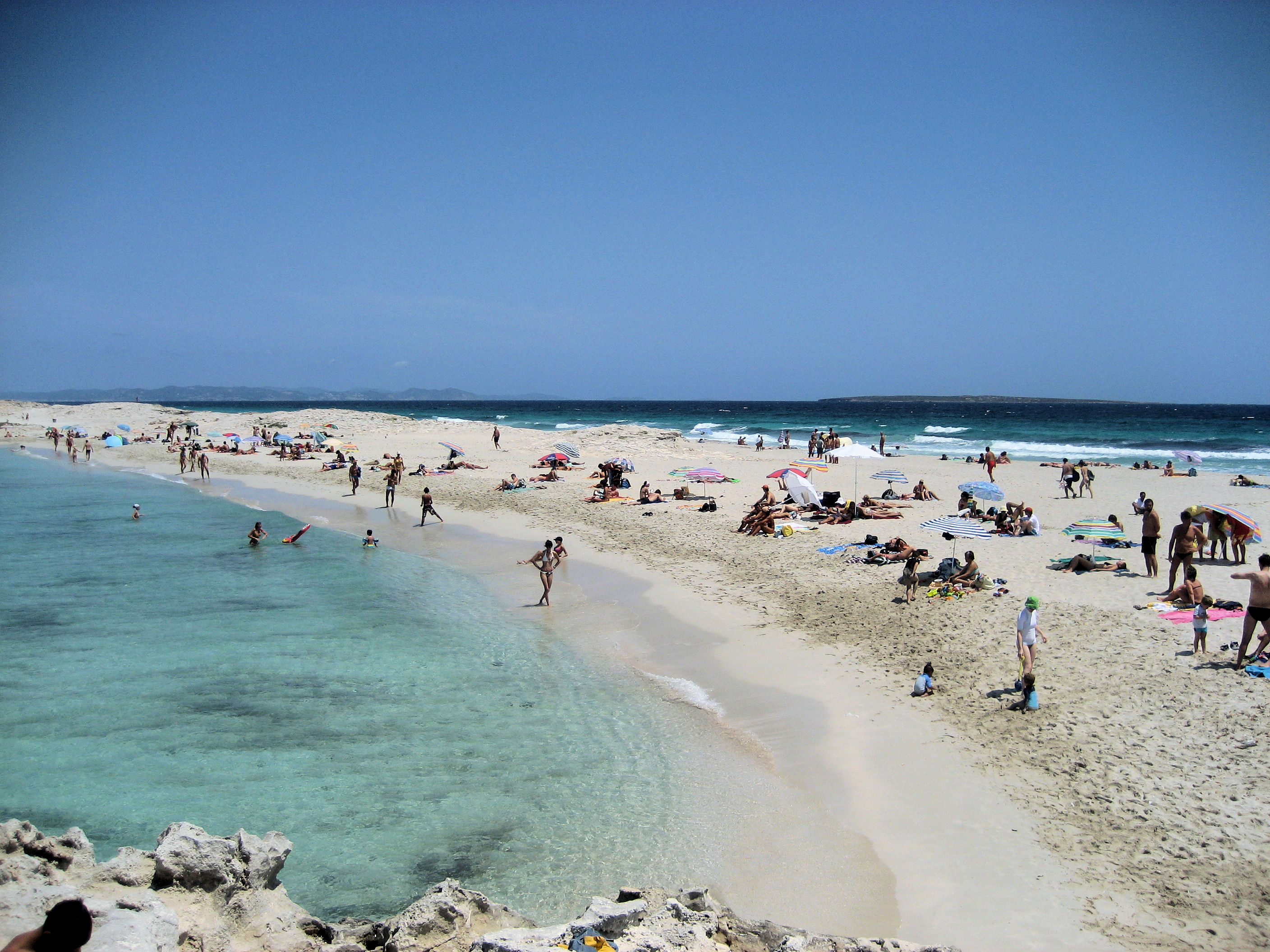
Platja des Trucadors

Seit den 1980er Jahren hat auch hier der Massentourismus eingesetzt und Formentera viel von seiner ursprünglichen Beschaulichkeit genommen. Dennoch blieb der Insel im Gegensatz zu anderen Balearen-Inseln ein oft rücksichtsloser Bauboom erspart. Bis heute sind die Strände größtenteils nicht verbaut und man konzentrierte die touristische Infrastruktur auf den Ort Es Pujols und ein paar wenige Anlagen an der Platja de Mitjorn.
Aufgrund der geringen Entfernungen und kurzen Wege eignet sie sich gut für Ausflüge mit dem Fahrrad und Formenteras Strände gehören mit ihrem hellen Sand und dem türkisfarbenen und glasklaren Wasser zu den schönsten des Mittelmeeres. Zwar ist die Insel in den Hauptreisemonaten Juli und August meistens zu fast 100 Prozent ausgebucht, aber die Zahl der Unterkünfte ist begrenzt. Trotz Massentourismus hat sich Formentera dadurch viel Flair und Beschaulichkeit erhalten können.

## Landwirtschaft
Das Weinanbaugebiet auf der Insel erstreckt sich über 60 ha Fläche und entspricht rund 12,5 % der landwirtschaftlichen Gesamtanbaufläche.
Die ersten Aufzeichnungen über Trauben- und Weinanbau finden sich in der Lehens-Charta (La carta de enfeudación de la isla de Formentera) aus dem Jahr 1246, die den Anbau belegen als Guillermo de Montgrí und Berenguer Renard mit der Wiederbevölkerung der Insel beauftragt wurde.

## Energieversorgung
Die Insel wird vom Central Térmica de Ibiza via 30-kV-Seekabel versorgt und seit 2007 verbindet auch ein 69-kV-Seekabel Formentera mit dem Kraftwerk auf Ibiza. Es gibt auch ein 69-kV-/15-kV-Umspannwerk Ca Mari, das etwa in der Mitte der Insel platziert ist.

## Fährverbindungen
Der Hafen La Savina verzeichnete nach der Erweiterung 1984 einen erheblichen Anstieg des Seeverkehrs auf mehr als 5.000 Schiffe und etwa 450.000 Passagiere pro Jahr. Die Fähren von und zur Stadt Ibiza und Verbindungen von Denia (Festland) stellen die einzige öffentliche Verbindung der Insel zur Außenwelt dar. Nicht zuletzt wegen der etwas umständlichen Anreise ist der Tourismus auf Formentera nicht ganz so stark ausgeprägt wie auf den übrigen Balearen-Inseln. Die Überfahrt von/nach Ibiza dauert etwa 30 Minuten.
Die Insel ist Namensgeber der Fähre Passió per Formentera.